# Перепис населення США (1980)
Перепис населення США 1980 року — двадцятий за рахунком перепис населення, що проводився на території США. Він стартував 1 квітня 1980 року. За результатами перепису населення США становило 226 545 805 осіб. Це на 11,4 % більше порівняно з переписом 1970 року. Штат з найнижчим населенням — Аляска, а штат з найвищим населенням — Каліфорнія.

## Преамбула
Згідно з Конституцією Сполучених Штатів, переписи населення в США проводяться кожні 10 років, починаючи з 1790 року. Попередній перепис проводився в 1970 році. Участь у переписі населення є обов'язковою відповідно до 13-го розділу Кодексу США.

## Підсумки перепису
| Номер | Штат              | Населення  |
| ----- | ----------------- | ---------- |
| 1     | Каліфорнія        | 23 669 000 |
| 2     | Нью-Йорк (штат)   | 17 557 000 |
| 3     | Техас             | 14 228 000 |
| 4     | Пенсильванія      | 11 867 000 |
| 5     | Іллінойс          | 11 419 000 |
| 6     | Огайо             | 10 797 000 |
| 7     | Флорида           | 9 739 000  |
| 8     | Мічиган           | 9 259 000  |
| 9     | Нью-Джерсі        | 7 364 000  |
| 10    | Північна Кароліна | 5 874 000  |
| 11    | Массачусетс       | 5 737 000  |
| 12    | Індіана           | 5 491 000  |
| 13    | Джорджія          | 5 464 000  |
| 14    | Вірджинія         | 5 346 000  |
| 15    | Міссурі (штат)    | 4 917 000  |
| 16    | Вісконсин         | 4 706 000  |
| 17    | Теннессі          | 4 591 000  |
| 18    | Меріленд          | 4 216 000  |
| 19    | Луїзіана          | 4 203 000  |
| 20    | Вашингтон (штат)  | 4 130 000  |
| 21    | Міннесота         | 4 077 000  |
| 22    | Алабама           | 3 891 000  |
| 23    | Кентуккі          | 3 661 000  |
| 24    | Південна Кароліна | 3 119 000  |
| 25    | Коннектикут       | 3 107 000  |
| 26    | Оклахома          | 3 026 000  |
| 27    | Айова             | 2 914 000  |
| 28    | Колорадо          | 2 890 000  |
| 29    | Аризона           | 2 718 000  |
| 30    | Орегон            | 2 632 000  |
| 31    | Міссісіпі (штат)  | 2 520 000  |
| 32    | Канзас            | 2 363 000  |
| 33    | Арканзас          | 2 285 000  |
| 34    | Західна Вірджинія | 1 950 000  |
| 35    | Небраска          | 1 570 000  |
| 36    | Юта               | 1 461 000  |
| 37    | Нью-Мексико       | 1 299 000  |
| 38    | Мен (штат)        | 1 125 000  |
| 39    | Гаваї             | 985 000    |
| 40    | Род-Айленд        | 948 000    |
| 41    | Айдахо            | 945 000    |
| 42    | Нью-Гемпшир       | 921 000    |
| 43    | Невада            | 799 000    |
| 44    | Монтана           | 787 000    |
| 45    | Південна Дакота   | 690 000    |
| 46    | Північна Дакота   | 654 000    |
| x     | Вашингтон         | 638 000    |
| 47    | Делавер           | 596 000    |
| 48    | Вермонт           | 512 000    |
| 49    | Вайомінг          | 471 000    |
| 50    | Аляска            | 400 000    |